# 红星大奖1996
红星大奖1996 (英語：Star Awards 96)是新加坡电视机构颁奖典礼，于1996年6月23日（星期日）在港馆世界贸易中心举行，本屆是第3届颁奖典礼，由郭亮、崔丽心主持。
五大最受欢迎男女艺人奖，是由观众透过投选而定夺的。

## 奖项
最佳男主角：谢韶光《曲终魂断》
最佳女主角：郑惠玉《金枕头》
最佳男配角：谢韶光《金枕头》
最佳女配角：曾慧芬《潮州家族》
最佳新人：郭妃丽
红星大奖特别成就奖：白言
最佳连续剧：《豆腐街》
最佳连续剧：《金枕头》
5大最受欢迎男艺人奖：李南星、陈汉玮、王田裁、周初明、谢韶光
5大最受欢迎女艺人奖：陈莉萍、郑惠玉、范文芳、黄嫊芳、郭淑贤